# Ӕ
Ӕ (kleingeschrieben ӕ, IPA-Aussprache æ) ist ein Buchstabe der kyrillischen Schrift. Er ist eine Ligatur aus А und Е und wird in der ossetischen Sprache genutzt.

## Zeichenkodierung
| Standard  | Standard    | Majuskel Ӕ                     | Minuskel ӕ                   |
| --------- | ----------- | ------------------------------ | ---------------------------- |
| Unicode   | Codepoint   | U+04D4                         | U+04D5                       |
| Unicode   | Name        | CYRILLIC CAPITAL LIGATURE A IE | CYRILLIC SMALL LIGATURE A IE |
| UTF-8     | UTF-8       | D3 94                          | D3 95                        |
| XML/XHTML | dezimal     | &#1236;                        | &#1237;                      |
| XML/XHTML | hexadezimal | &#x04D4;                       | &#x04D5;                     |